# Амфотер (адмирал)
Амфотер (на старогръцки: Ἀμφοτερός; Amphoteros; Amphoterus; † сл. 331 г. пр. Хр.) е македонски командир на флот (nauarchos) на Александър Велики.
Той е син на македонския благородник Александър от Орестида и Аристопатра. Той придружава с брат си, Кратер († 320 г. пр. Хр.), македонския цар Александър III от самото начало през 334 г. пр. Хр. в неговия поход в Азия против Персийската империя.
През зимата на 333 г. пр. Хр. Александър го изпраща от Фаселис до генерал Парменион в Гордион, с нареждането да арестува предателя Александър от Линкестида. След няколко месеца той получава задачата заедно с Хегелох, да се върне обратно в Хелеспонт, за да построи там флот, с който да се вземе Егейско море под контрол. Двамата заедно завладява тпрез следващата година островите Митилена, Тенедос и Хиос, където пленяват персийския адмирал Фарнабаз († сл. 321 г. пр. Хр.). С шестдесет кораба Амфотер превзема самостоятелно остров Кос.
Амфотер и Хегелох († 331 г. пр. Хр.) се присъединяват с техния флот през зимата на 332 г. пр. Хр. в Египет отново към Александър, където Амфотер през пролетта на 331 г. пр. Хр. поема сам командването на флота.
Вероятно той транспортира през 331 г. пр. Хр., след края на войната против Спарта, войските на Аминта († 330 г. пр. Хр.) от Македония в Сирия. След тази година той не се споменава повече.